# 开平学宫
开平学宫，位于中国广东省江门市开平市苍城镇苍城墟社区区东门街，为开平县学和文庙的总称。1982年，列入开平县文物保护单位。
2019年，開平學宮被列入第九批廣東省文物保護單位。

## 历史
清代康熙八年（1669年），建成大成殿。康熙二十年（1681年），添建两庑、启圣公祠、名宦祠、乡贤祠等建筑。整座建筑为石木结构，悬山顶，采用金琉璃瓦。

## 现状
开平学宫泮池右边已填，左边及中间的石拱桥则保存尚好。大成殿已改建，东庑尚存；戟门、名宦洞、乡贤祠保存完好。